# کامای (جمهوری آلتای)
کامای (به لاتین: Kamay) یک منطقهٔ مسکونی در روسیه است که در جمهوری آلتای واقع شده‌است.